# Circuit International de Constantine
Der Circuit International de Constantine (kurz: Circuit de Constantine) ist ein algerisches Straßenradrennen. Das Eintagesrennen führt rund um die Stadt Constantine.
Das Rennen wurde 2015 erstmals ausgetragen. Es ist Teil der UCI Africa Tour und ist in der UCI-Kategorie 1.2 eingestuft.
Premierensieger wurde der algerische Radprofi Azzedine Lagab.

## Sieger
- 2015  Azzedine Lagab
- 2016  Joseph Areruya